# Gaillardiellus alphonsi
Gaillardiellus alphonsi är en kräftdjursart som först beskrevs av Giuseppe Nobili 1905.  Gaillardiellus alphonsi ingår i släktet Gaillardiellus och familjen Xanthidae. Inga underarter finns listade i Catalogue of Life.